# José Tomás Urmeneta
José Tomás de Urmeneta y García-Abello (Santiago, Reino de Chile, 8 de octubre de 1808-Limache, República de Chile, 20 de octubre de 1878) fue un industrial y político chileno de origen vasco, miembro del Partido Nacional o monttvarista. También fue un destacado hombre público, participando como diputado, senador y candidato a la presidencia de la República en la elección presidencial de 1871, resultando en segundo lugar, tras el liberal Federico Errázuriz Zañartu.
Fue dueño de las famosas minas del Pique de Tamaya, del ferrocarril de Tongoy en Coquimbo y principal propietario de la Empresa de Gas de Santiago, además de ser reconocido como un filántropo por diversas obras sociales y culturales que recibieron su ayuda, como la Casa de Orates de Santiago. En Limache trabajó como industrial y agricultor, a la vez que se hizo conocido por su ayuda prestada en la formación de la ciudad.

## Biografía

### Familia y estudios
Nació en Santiago (Reino de Chile), el 8 de octubre de 1808. Fue el primogénito del matrimonio conformado por Tomás Ignacio de Urmeneta Guerra, sobrino del primer marido de Manuela García-Abello Pizarro, que tuvo un total de tres hijos.
En 1823, después de sus estudios básicos, se fue a estudiar a Estados Unidos en donde se graduó en Leyes y Artes en la Universidad de Brown.[cita requerida] En 1827 regresó a Chile con 19 años, pero, no satisfecho con los resultados viajó a Londres; volvió al país, en 1831.
El 7 de junio de 1832 se casó en la hacienda de Sotaquí con Carmen Quiroga de Urmeneta y su matrimonio tuvo tres hijas: Manuela, María del Carmen y Josefa Amalia.

### Vida empresarial
Durante su estancia en Inglaterra conoció de cerca la llamada Revolución Industrial, impregnándose de las ideas de espíritu de empresa, racionalidad económica y moralidad. En su vuelta a Chile se dedicó a la actividad minera que lo transformó en un hombre de fortuna, a comienzos de la década de 1830. Más adelante procedió a diversificar sus inversiones alcanzando a la minería del cobre, de la plata, del carbón y del oro. Fue dueño, del que fue en su tiempo, el principal centro cuprero, «Tamaya», cuya producción representó más de la cuarta parte de la total del país. Creó la «Sociedad Chilena de Fundiciones» y la «Sociedad de Gas de Santiago». Hacia la década de 1870 sus actividades empresariales se extendieron a molinos, bienes raíces, tejas y ladrillos, préstamos, ferrocarriles, seguros y bancos.
Entre sus últimas actividades comerciales fue el fundador de la casa de Orates y un entusiasta promotor del Cuerpo de Bomberos, y junto a Adolfo Eastman Quiroga fundó el 30 de diciembre de 1863 la Octava Compañía del Cuerpo de Bomberos de Santiago. Asimismo, fue miembro del directorio del Cuerpo de Bomberos de Santiago; y el primer superintendente del mismo, entre los años 1863 y 1865.
Por otra parte, protegió a la Sociedad de Instrucción Primaria durante veinte años. Aportó sumas considerables para la construcción de la iglesia la Estampa y la Viñita, entre otras labores de beneficencia que realizó. Fue un gran benefactor del país, que costeó los gastos personales del político y diplomático Rafael Sotomayor, cuando este trajo, durante la guerra hispano-sudamericana, las fragatas peruanas; también puso a disposición del gobierno su fortuna, para compra de armamentos, pero no le fue aceptada; si se le permitió a su yerno, quien adquirió con esos fondos buques y cañones.

## Trayectoria política
Su actividad política comenzó cuando fue elegido diputado propietario por Ovalle, por el periodo legislativo 1846-1849. Integró la Comisión Permanente de Hacienda e Industria. Fue reelecto diputado propietario por Ovalle, por el periodo 1849-1852, pero no concurrió. Se incorporó en propiedad el diputado suplente Evaristo del Campo Madariaga.
En las elecciones parlamentarias de 1852, fue nuevamente electo diputado propietario, pero por Elqui, por el periodo 1852-1855. En esa ocasión integró la Comisión Permanente de Hacienda e Industria.
En las elecciones parlamentarias de 1855, consiguió un cupo en el Senado como senador propietario, por el periodo 1855-1864. Allí continuó en la Comisión Permanente antes mencionada. Además, fue miembro de la Comisión Conservadora para el receso parlamentario, 1855-1856; 1858-1859; 1861-1862; 1863-1864.
También ocupó un asiento en el Consejo de Estado. En 1856 y 1860 instaló fundiciones en los puertos de Guayacán y Tongoy, respectivamente, provocando inmigración que aumentó drásticamente la población de las localidades. El hospital de Ovalle lo cuenta entre sus benefactores.[cita requerida] Ganó el remate de la Hacienda de Limache en 1858, a la muerte de Ramón de la Cerda, y ayudó en la construcción del naciente San Francisco de Limache.[cita requerida]
Su actividad política culminó cuando varios partidos políticos (radicales, liberales y nacionales) en una convención, lo proclamaron en 1870, candidato a la presidencia de la República, pero su candidatura no triunfó en las elección presidencial de 1871. Compitió en las elecciones del 25 de junio contra el candidato oficialista Federico Errázuriz Zañartu y perdió por 226 votos contra 58, en medio de denuncias de fraude electoral.
Murió el 20 de octubre de 1878 en la renombrada «Hacienda Lo Urmeneta», Limache, Chile. Sus restos descansan al interior de la capilla del antiguo Hospital Santo Tomás ubicado en San Francisco de Limache, junto con los de su esposa Carmen Quiroga Darrigrande. Como un homenaje a su memoria se le dio su nombre a la arteria principal de dicha ciudad.[cita requerida]